# Рејчел Брознахан
Рејчел Елизабет Брознахан (енгл. Rachel Elizabeth Brosnahan; Милвоки, 12. јул 1990) америчка је глумица. Позната је по улози Миријам „Мич” Мејзел у серији Величанствена госпођа Мејзел (2017—данас), за коју је освојила награду Еми за најбољу главну глумицу у хумористичкој серији и Златни глобус за најбољу глумицу у ТВ мјузиклу или комедији.

## Биографија
Ћерка је Керол и Ерла Брознахана, који су радили у издаваштву за децу. Мајка јој је Британка, а отац Американац и Ирац. Иако рођена у Милвокију, од четврте године живела је у Хајланд Парку где је и одрасла. Има млађег брата и сестру. Нећака је покојне модне креаторке Кејт Спејд (девојачко Брознахан).
Године 2018. изашла је вест да се удала за глумца Џејсона Ралфа, али је касније у јануару 2019. открила да су били у браку „годинама” пре него што је њихова веза постала позната јавности. Године 2019. заједно су дошли на доделу награда Златни глобус, где му се захвалила током говора.

## Филмографија

### Филм
| Улоге Рејчел Брознахан |                   |               |                    |             |
| Година                 | Српски назив      | Изворни назив | Улога              | Напомена    |
| 2009.                  | Нерођени          |               | Лиса               |             |
| 2009.                  |                   |               | Моли               |             |
| 2011.                  |                   |               | Алис               |             |
| 2012.                  |                   |               | Аби Грин           |             |
| 2012.                  |                   |               | Алекс              | кратки филм |
| 2013.                  | Предивна створења |               | Џеневив Дуканес    |             |
| 2013.                  |                   |               | Дреа               | кратки филм |
| 2013.                  |                   |               | Тамара             |             |
| 2013.                  |                   |               | девојка            | кратки филм |
| 2014.                  |                   |               | Шенди              | кратки филм |
| 2014.                  |                   |               | Нел Фицпатрик      |             |
| 2014.                  |                   |               | Џејми Вајт         |             |
| 2015.                  |                   |               | Елен               |             |
| 2015.                  | Снажније од бомби |               | Ерин               |             |
| 2016.                  | Најславнији час   |               | Беа Хансен         |             |
| 2016.                  |                   |               | Сандра             |             |
| 2016.                  | Дан патриота      |               | Џесика Кенски      |             |
| 2017.                  |                   |               | Џејми              |             |
| 2018.                  |                   |               | Ејми               | кратки филм |
| 2018.                  |                   |               | Врен               |             |
| 2019.                  | Прерушени шпијуни |               | Венди Бекет (глас) |             |
| 2020.                  | Курир             |               | Емили Донован      |             |
| 2020.                  |                   |               | Џин                |             |
| 2022.                  | Убићу те за сићу  |               | Рејчел Кид         |             |
| 2025.                  | Супермен          |               | Лоис Лејн          |             |

### Телевизија
| Улоге Рејчел Брознахан |                              |               |                           |              |
| Година                 | Српски назив                 | Изворни назив | Улога                     | Напомена     |
| 2010.                  |                              |               | Саманта                   | 1 епизода    |
| 2010.                  | Трачара                      |               | девојка                   | 1 епизода    |
| 2010.                  | Добра жена                   |               | Кејтлин Фентон            | 1 епизода    |
| 2010.                  | На терапији                  |               | девојка                   | 1 епизода    |
| 2011.                  | Истражитељи из Мајамија      |               | Мелани Гарланд            | 1 епизода    |
| 2013—2015.             | Кућа од карата               |               | Рејчел Поснер             | 19 епизода   |
| 2013.                  | Увод у анатомију             |               | Брајан Вестон             | 1 епизода    |
| 2013.                  | Наранџаста је нова црна      |               | Мала Али                  | 1 епизода    |
| 2014.                  | Олив Китриџ                  |               | Пети Хау                  | 1 епизода    |
| 2014.                  | Црна листа                   |               | Џолин Паркер / Луси Брукс | 6 епизода    |
| 2014.                  |                              |               | Дилајла Бјукенан          | 5 епизода    |
| 2014—2015.             |                              |               | Аби Ајзакс                | 23 епизоде   |
| 2015.                  |                              |               | Јаел                      | 2 епизоде    |
| 2016.                  | Криза у шест сцена           |               | Ели                       | 4 епизоде    |
| 2017.—2023.            | Величанствена госпођа Мејзел |               | Миријам „Миџ” Мејзел      | главна улога |
| 2019.                  | Уживо суботом увече          |               | себе (водитељка)          | 1 епизода    |
| 2019—2020.             | Елена од Авалора             |               | принцеза Клои (глас)      | 3 епизоде    |
| 2020.                  |                              |               | Хедер                     | 3 епизоде    |
| 2020.                  |                              |               | себе                      | ТВ специјал  |
| 2021.                  |                              |               | себе                      | 1 епизода    |